# Малькольм Бейкер
Малькольм Перкінс Бейкер (англ. Malcolm Baker; 19 вересня 1969, м. Прага, Чехія) — професор фінансів у Гарвардській школі бізнесу і колишній член національної команди США з академічного веслування. 

## Біографія

### Навчання та спорт
Бейкер закінчив школу Сент-Олбанс і почав веслувати в університеті Брауна. Ще навчаючись на першому курсі університету, він став членом команди національного чемпіонату і став видатним спортсменом-чоловіком 1991 року. Також Малькольм Бейкер отримав ступінь бакалавра в області прикладної математики та економіки в Університеті Брауна в 1992 році.Він виступав за національну команду США по веслуванню на чемпіонатах світу 1990—1991 років та на літніх Олімпійських іграх 1992 року. На Олімпійських іграх його команда з восьми осіб фінішувала четвертою.Бейкер отримав ступінь магістра в галузі фінансів у Коледжі Св. Едмунда в 1993 р., а також ступінь доктора філософії в економіці бізнесу в Гарвардському університеті у 2000 р. У Кембриджі він допоміг команді екіпажу перемогти Оксфордський університет у «Гонці на човнах», це було лише вдруге за вісімнадцять змагань.

### Особисте життя
Станом на лютий 2004 року Малькольм Бейкер був одружений та мав 2-ох дітей.

## Кар'єра
До аспірантури Малькольм Бейкер був старшим науковим співробітником Charles River Associates,  і в аспірантурі він служив як навчальний співробітник Гарвардський університет. Він працював на факультеті Гарвардської школи бізнесу з моменту здобуття ступеня доктора філософії у 2000 р. У 2001-2004 рр. працював асистентом, після чого ще 3 роки був доцентом і з 2007 р. є професором. 
Малькольм Бейкер займається дослідженнями поведінкових фінансів, корпоративних фінансів та ринків капіталу, з основним акцентом на взаємодії між корпоративними фінансами, поведінкою інвесторів та неефективністю на ринках капіталу. Як професор він написав численні тематичні дослідження та широко публікувався, зробив численні презентації своїх робіт для академічної та практичної аудиторії. Він працював помічником редактора журналу "Фінанси" та "Огляд фінансових досліджень".  Протягом своєї кар'єри він був тричі номінований на премію "Brattle" і двічі номінований на премію Сміта Брідена. У 2002 році «Структура ринку та структура капіталу» (у співавторстві з Джеффрі Вурглером) була визнана, Американською фінансовою асоціацією премією Бреттла, найкращим науковим дослідженням з корпоративних фінансів, опублікованим того року в «Journal of Finance». Того ж року він та співавтор Джеремі Штейн приписують низьку ненормальну дохідність після високої ліквідності «ефекту німого інвестора».  Бейкер також працює викладачем у програмі корпоративних фінансів у Національному бюро економічних досліджень. З 12 вересня 2006 року він працював незалежним директором ради директорів TAL International Group, Inc. та кожної з її дочірніх компаній у США. 
За його роботу як співавтора (разом з Любомиром Літовим, Джессікою А. Вахтер та Джеффрі Вурглером) «Чи можуть менеджери пайових фондів обирати акції? Докази їх торгів до оголошень про прибутки» у жовтні 2010 року в журналі фінансового та кількісного аналізу, він отримав премію Вільяма Шарпа за найкращий документ у 2011 році для його статті. 
Бейкер був керівником підрозділу з питань фінансів з 2014 по 2018 рік і директором програми з корпоративних фінансів у Національному бюро економічних досліджень з 2011 по 2018 рік. Він був керівником курсу з необхідної програми MBA в Гарвардській бізнес-школі, викладав у MBA за факультативною програмою та кількома освітніми програмами для керівників, він розробив курси за вибором з інвестиційних стратегій та поведінкових фінансів, а також отримав нагороду за викладання у MBA.
За межами Гарварда він працює директором з досліджень в Acadian Asset Management, інституційній фірмі з управління активами, що займається активними глобальними та міжнародними стратегіями акціонерного капіталу, а також членом правління Triton International, найбільшої у світі компанії з лізингу інтермодальних контейнерів. 

## Наукові роботи[9]

### Статті
- Malcolm Baker, Mathias F. Hoeyer and Jeffrey Wurgler."Leverage and the Beta Anomaly " — Journal of Financial and Quantitative Analysis 55, no. 5. — серпень 2020 — P.1491–1514.
- Malcolm Baker, Ryan Taliaferro and Terry Burnham."Optimal Tilts: Combining Persistent Characteristic Portfolios.-"Financial Analysts Journal 73, no.4.- 4 квартал 2017. — P.75–89.
- Malcolm Baker."Risk Neglect in Equity Markets." — Journal of Portfolio Management 42, no.3.- весна 2016. — P.12–25.
- Acharya Viral, Heitor Almeida and Malcolm Baker."Introduction: New Perspectives on Corporate Capital Structure." -Journal of Financial Economics 118,no.3.- грудень 2015.- P.551–552.
- Malcolm Baker and Yuhai Xuan. «Under New Management: Equity Issues and the Attribution of Past Returns.»- Journal of Financial Economics 121, no.1.-липень 2016-P.66–78.
- Malcolm Baker, Brock Mendel and Jeffrey Wurgler."Dividends as Reference Points: A Behavioral Signaling Approach." — Review of Financial Studies 29,no.3.-березень 2016-P.697–738.
- Malcolm Baker and Jeffrey Wurgler."Do Strict Capital Requirements Raise the Cost of Capital? Bank Regulation, Capital Structure and the Low Risk Anomaly." -American Economic Review: Papers and Proceedings 105,no.5.-травень 2015-P.315–320.
- Malcolm Baker, Brendan Bradley, and Ryan Taliaferro."The Low-Risk Anomaly: A Decomposition into Micro and Macro Effects." — Financial Analysts Journal 70,no.2.-March–April 2014- P.43–58.
- Malcolm Baker and Jeffrey Wurgler."Raising Capital Requirements: At What Cost?" — Review of Financial Regulation Studies, no.11. — літо 2013- P.4–6.
- Malcolm Baker and Jeffrey Wurgler."Comovement and Predictability Relationships Between Bonds and the Cross-Section of Stocks." — Review of Asset Pricing Studies 2,no.1. — червень 2012 — P.57–87.
- Malcolm Baker, Xin Pan and Jeffrey Wurgler."The Effect of Reference Point Prices on Mergers and Acquisitions." — Journal of Financial Economics 106,no.1. — жовтень 2012 — P.49–71.
- Malcolm Baker, Jeffrey Wurgler and Yu Yuan. «Global, Local, and Contagious Investor Sentiment.» — Journal of Financial Economics 104,no.2. — травень 2012 — P.272–287.
- Malcolm Baker, Brendan Bradley and Jeffrey Wurgler."Benchmarks as Limits to Arbitrage: Understanding the Low-Volatility Anomaly." — Financial Analysts Journal 67,no.1 — січень-лютий 2011.
- Malcolm Baker, Lubomir Litov, Jessica Wachter, and Jeffrey Wurgler."Can Mutual Fund Managers Pick Stocks? Evidence from Their Trades Prior to Earnings Announcements." — Journal of Financial and Quantitative Analysis 45,no.5 — жовтень 2010 — P.1111 –1131.
- Malcolm Baker, Robin Greenwood, and Jeffrey Wurgler. «Catering Through Nominal Share Prices.» — Journal of Finance 64,no.6.- грудень 2009 — P.2559–2590.
- Malcolm Baker."Capital Market-Driven Corporate Finance." — Annual Review of Financial Economics 1 — 2009 — P.181–205.
- Malcolm Baker, C. Fritz Foley, and Jeffrey Wurgler."Multinationals as Arbitrageurs? The Effect of Stock Market Valuations on Foreign Direct Investment." — Review of Financial Studies 22,no.1 — січень 2009 — P.337–369.
- Malcolm Baker."Review of The Battle for the Soul of Capitalism, by John Bogle."- Journal of Economic Literature 46,no.3. — вересень 2008 — P.731–735.
- Malcolm Baker, Johnathan Wang, and Jeffrey Wurgler."How Does Investor Sentiment Affect the Cross-Section of Returns." — Journal of Investment Management 6,no.2 — другий квартал 2008 — P.57–72.
- Malcolm Baker, Joshua Coval and Jeremy Stein."Corporate Financing Decisions When Investors Take the Path of Least Resistance." — Journal of Financial Economics 84,no.2.- травень 2007 — P.266–298.
- Malcolm Baker and Jeffrey Wurgler."Investor Sentiment in the Stock Market." — Journal of Economic Perspectives 21,no.2 — весна 2007 — P.129–151.
- Malcolm Baker, Stefan Nagel, and Jeffrey Wurgler."The Effect of Dividends on Consumption." — Brookings Papers on Economic Activity, no.1.- 2007 — P.277–291.
- Malcolm Baker and Jeffrey Wurgler."Investor Sentiment and the Cross Section of Stock Returns." — Journal of Finance 61,no.4. — серпень 2006 — P.1645–1680.
- Malcolm Baker, Ryan Taliaferro and Jeffrey Wurgler."Predicting Returns with Managerial Decision Variables: Is There a Small-Sample Bias?" — Journal of Finance 61,no.4.- серпень 2006 — P.1711–1730.
- Malcolm Baker and Jeffrey Wurgler. «Appearing and Disappearing Dividends: The Link to Catering Incentives.» — Journal of Financial Economics 73,no.2. — серпень 2004 — P.271–288.
- Malcolm Baker and Jeffrey Wurgler."A Catering Theory of Dividends." — Journal of Finance 59,no.3. — червень 2004 — P.1125–1165.
- Malcolm Baker and Jeremy Stein."Market Liquidity as a Sentiment Indicator." — Journal of Financial Markets 7,no.3.- червень 2004 — P.271–299.
- Malcolm Baker, Robin Greenwood and Jeffrey Wurgler."The Maturity of Debt Issues and Predictable Variation in Bond Returns."- Journal of Financial Economics 70,no.2.- листопад 2003 — P.261–291.
- Malcolm Baker and Paul Gompers."The Determinants of Board Structure at the Initial Public Offering."- Journal of Law & Economics 46,no.2. — жовтень 2003- P.569–598.
- Malcolm Baker, Jeremy Stein and Jeffrey Wurgler."When Does the Market Matter?Stock Prices and the Investment of Equity-Dependent Firms."- Quarterly Journal of Economics 118,no. 3.- серпень 2003- P.969–1006.
- Malcolm Baker and Serkan Savasoglu."Limited Arbitrage in Mergers and Acquisitions" — Journal of Financial Economics 64, no.1.- квітень 2002 — P.91–116.
- Malcolm Baker and Jeffrey Wurgler. «Market Timing and Capital Structure.»- Journal of Finance 57,no.1.- лютий 2002- P.1–32.
- Malcolm Baker and Jeffrey Wurgler. «The Equity Share in New Issues and Aggregate Stock Returns.» — Journal of Finance 55,no.5.- жовтень 2000 — P.2219–57.
- Malcolm Baker, E. S. Mayfield and John Parsons."Alternative Models of Uncertain Commodity Prices for Use with Modern Asset Pricing Methods."- Energy Journal 19,no.1.- 1998 — P.115–148.

### Розділи книг
- Malcolm Baker."The Program in Corporate Finance."- NBER Reporter, no.1.- березень 2017.
- Malcolm Baker and Jeffrey Wurgler. "Behavioral Corporate Finance: A Current Survey."In Handbook of the Economics of Finance, Volume 2A: Corporate Finance, edited by George M. Constantinides, Milton Harris and Rene M. Stulz.- P.357–424.- Handbooks in Economics.-New York: Elsevier — 2013.
- Malcolm Baker, Richard Ruback and Jeffrey Wurgler. «Behavioral Corporate Finance: A Survey.»-In The Handbook of Corporate Finance, Volume 1: Empirical Corporate Finance, edited by Espen Eckbo.-New York: Elsevier/North-Holland — 2007.

### Робочі документи
- Malcolm Baker, Daniel Bergstresser, George Serafeim and Jeffrey Wurgler."Financing the Response to Climate Change: The Pricing and Ownership of U.S. Green Bonds." — NBER Working Paper Series, no.-25194- серпень 2020.
- Malcolm Baker, Patrick Luo and Ryan Taliaferro."Detecting Anomalies: The Relevance and Power of Standard Asset Pricing Tests." — Working Paper.- липень 2018.
- Malcolm Baker and Jeffrey Wurgler."Do Strict Capital Requirements Raise the Cost of Capital? Banking Regulation and the Low Risk Anomaly."- NBER Working Paper Series, no.-19018, травень 2013.

### Перші проекти
- Malcolm Baker. «Career Concerns and Staged Investment: Evidence from the Venture Capital Industry.»-2000.
- Malcolm Baker and Paul Gompers. «Executive Ownership and Control in Newly Public Firms: The Role of Venture Capitalists.»-Листопад 1999.
- Malcolm Baker and R. S. Ruback. «Estimating Industry Multiples.»-1999.